# John Dennis Corriveau
Mgr John Dennis Corriveau, OFM Cap. est un prélat canadien de l'Église catholique. Au sein de l'ordre des capucins, il exerce diverses fonctions successives, jusqu'à être ministre général des capucins pendant douze ans. Il est ensuite, de 2007 à 2018 l'évêque du diocèse de Nelson en Colombie-Britannique.

## Biographie
John Corriveau est né le 27 juillet 1941 à Zurich en Ontario au bord du lac Huron. Il a étudié au séminaire mineur (en) capucin de Blenheim en Ontario avant de se rendre aux États-Unis afin de poursuivre son éducation. Il a étudié au noviciat capucin de Cumberland au Maryland, puis au collège Fidelis de Herman en Pennsylvanie de 1960 à 1962 et au collège Capucin (en) de Washington, D.C. de 1962 à 1966 d'où il reçut une maîtrise ès arts en enseignement religieux.
Il fit ses vœux temporaire (en) en tant que Capucin le 14 juillet 1960 et sa profession perpétuelle exactement trois ans plus tard, c'est-à-dire le 14 juillet 1963. Il fut ordonné prêtre le 23 octobre 1965 et servit en tant que lecteur et préfet de la discipline au séminaire mineur Mount Alverno de Toronto en Ontario.
Il fut élu conseiller de la vice-province du Centre du Canada des Capucins en 1969. Durant ses trois ans en tant que conseiller, il occupa également les positions de gardien et de chapelain des Frères chrétiens. Il fut élu ministre de la vice-province en 1971 et en 1974. Par la suite, il fut président de la Conférence des Capucins d'Amérique du Nord jusqu'en 1975 lorsqu'il devint pasteur de la paroisse de St. Philip Neri de Toronto. En 1980, il fut nommé pour servir au conseil général des Capucins. Après une année sabbatique, il fut de nouveau élu en tant que président de la vice-province du Centre du Canada en 1989. Durant cette année, il étudia également la théologie pastorale à l'université de Californie à Berkeley en Californie.
John Corriveau fut la tête mondiale de son ordre religieux (en) en tant que ministre général des capucins de 1994 à 2006. À son retour au Canada, il travailla à St. Francis' Table, un restaurant pour les pauvres dans le quartier de Parkdale à Toronto en tant que serveur.
Le 30 novembre 2007, il fut nommé évêque (en) du diocèse de Nelson en Colombie-Britannique par le pape Benoît XVI. Il reçut sa consécration épiscopale le 30 janvier 2008 de l'archevêque Luigi Ventura.
Le 29 mars 2014, à l'occasion de la confirmation du préfet de la Congrégation pour les instituts de vie consacrée et les sociétés de vie apostolique, il est nommé membre de cette congrégation par le pape François.
Il se retire de sa charge épiscopale le 13 février 2018.

## Devise
Sa devise est Pacificans per sanguinem crucis eius. Elle est tirée de l'épître aux Colossiens, chapitre 1, verset 20. Elle se traduit par « Faire la paix par le sang de sa Croix. »